# جامعة الحمدانية
جامعة الحمدانية هي إحدى الجامعات الحكومية العراقية. ومقرها في سهل نينوى. يقع المبنى الرئيسي بالقرب من مفرق الحمدانية، طريق الموصل اربيل على بعد حوالي 30 كيلومترا من الموصل. وللجامعة مبنى آخر يقع في قرقوش وبعض المباني الأخرى قيد الإنشاء في كل من كرمليش وبرطلة.
تأسست الجامعة عام 2014، وهي تابعة لوزارة البحث العلمي والتعليم العالي العراقية. وتتكون من كليتين: كلية التربية، وكلية الإدارة والاقتصاد. كما يوجد بالجامعة مركز أبحاث واحد هو مركز الليزر والفوتونيات. تضم الجامعة أيضًا قسماً للحاسبة الالكترونية. وساهمت منظمة حمورابي لحقوق الإنسان في مكتبة الجامعة، حيث قامت ببناء أرفف حديثة لتخزين الكتب، كما قدمت الدعم لإنشاء مختبرات وقاعة رياضية.

## كليات الجامعة
كلية التربية: وتضم تسعة أقسام:
- قسم علوم الحاسوب.
- قسم الرياضيات.
- قسم الفيزياء.
- قسم اللغة العربية.
- قسم اللغة الانجليزية.
- قسم الجغرافية.
- قسم التاريخ.
- قسم العلوم التربوية والنفسية.
- قسم التربية البدنية وعلوم الرياضة.

كلية الإدارة والاقتصاد: وتضم قسمين: قسم المحاسبة، وقسم إدارة الاعمال.